# 118233 Gfrancoferrini
118233 Gfrancoferrini è un asteroide della fascia principale. Scoperto nel 1997, presenta un'orbita caratterizzata da un semiasse maggiore pari a 2,1414753 au e da un'eccentricità di 0,0300964, inclinata di 2,95883° rispetto all'eclittica.